# 乌裕尔河
乌裕尔河（穆麟德轉寫：Huyur bira），又称呼裕尔河、呼雨哩河、蒲峪路河、元叶河，是中国东北部少数内流河之一，全长426公里，发源于小兴安岭南麓的板子房，流向西北，至黑龙江省北安市转向西南，后流入齐齐哈尔市的克东县、克山县、依安县、富裕县、铁锋区，流域面积23110平方公里。
“乌裕尔”是达斡尔语“低洼地”的意思。在古代，乌裕尔河不是内陆河而与嫩江相连，是嫩江的一条支流，现在乌裕尔河终于扎龙湿地，乌裕尔河与嫩江之间有高地分隔，但是有洪水时水仍然可能流入嫩江。